# David Kalousek
David Kalousek (Hradec Králové, 13 maggio 1975) è un ex calciatore ceco, di ruolo difensore.